# Castelo Largie (Tayinloan)
O Castelo Largie é uma antiga mansão em Tayinloan, Kintyre, Argyll and Bute, na Escócia. A casa foi projectada pelo arquitecto Charles Wilson para o Exmo. Augustus Moreton Macdonald e foi construído em 1857-9. Foi demolida em 1958.